# Attentat du 5 mars 2021 à Mogadiscio
Pour les articles homonymes, voir Attentat de Mogadiscio.
L'attentat du 5 mars 2021 à Mogadiscio est un attentat suicide à la voiture piégée survenu le 5 mars 2021 devant un restaurant à Mogadiscio, en Somalie. L'attaque a fait au moins 20 morts et 30 autres personnes ont été blessées.